# Surdo

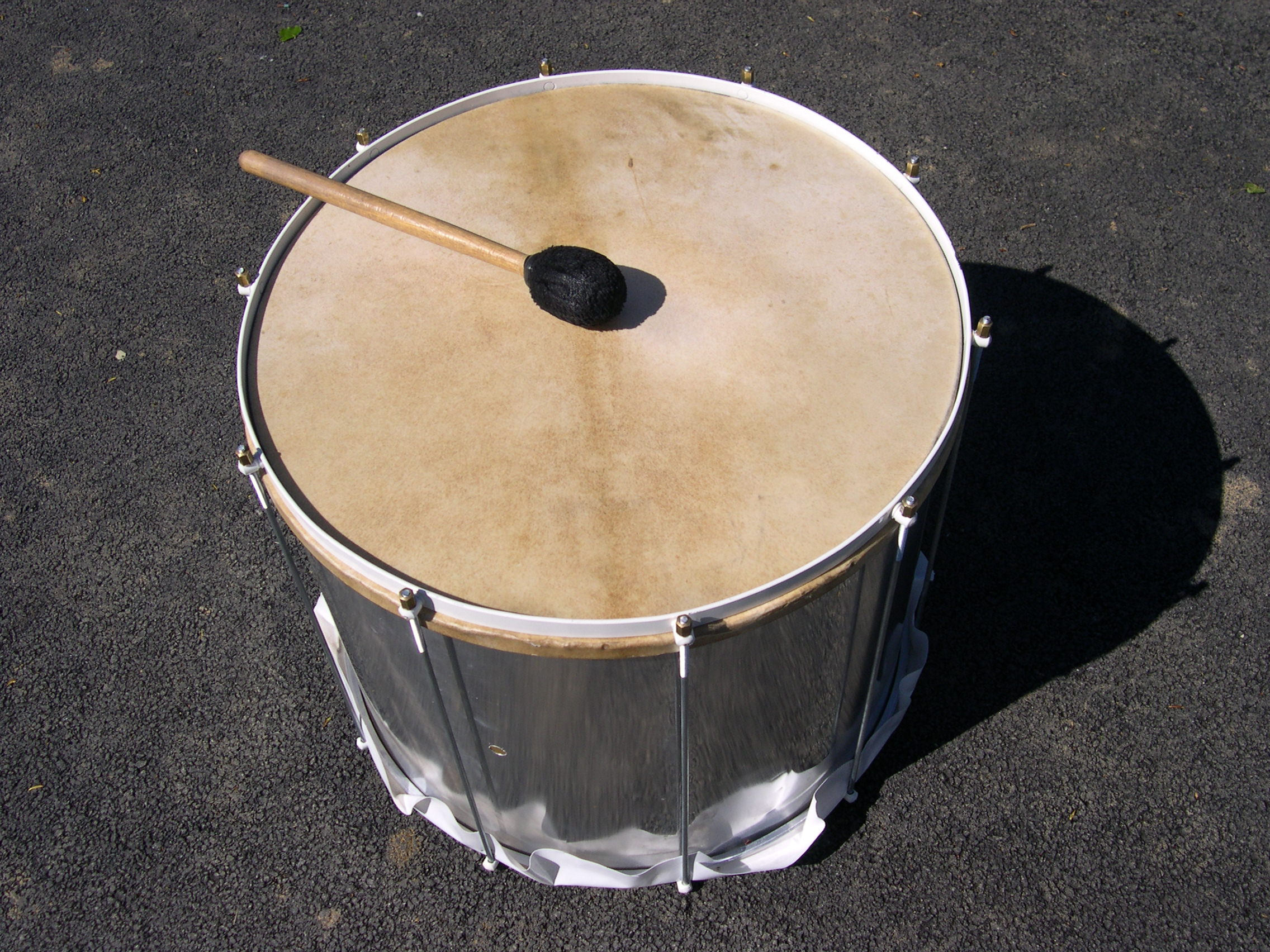
Surdo en métal monté en peau animale, et sa mailloche.

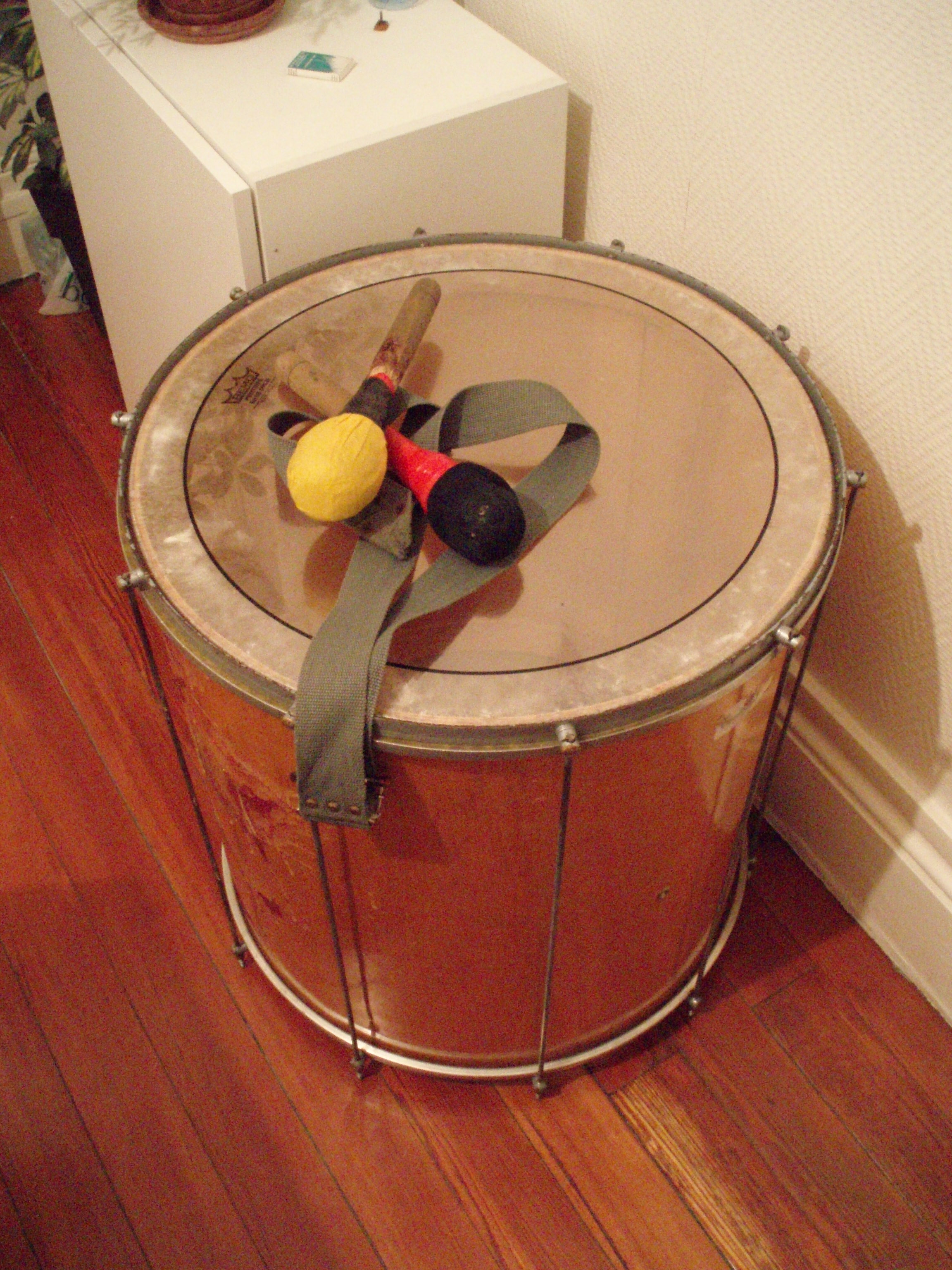
Surdo en bois avec sangle et mailloches.

Le surdo est un instrument de percussion membranophone, qui est utilisé notamment dans la samba, mais aussi par les caboclinhos, ou dans d'autres orchestres.
De forme cylindrique avec du fer, il est façonné dans un fût de bois ou de métal de 50 à 70 cm de haut et de 16 à 26 pouces (soit 40 à 65 cm) de diamètre. C'est le plus volumineux des instruments de la formation rythmique. La plupart des surdos modernes sont désormais réalisés en métal, principalement en acier mais aussi en alliage d'aluminium. Certains fabricants proposent cependant des surdos dans d'autres matières, comme en Plexiglas, pour obtenir des effets de transparence sur le fût.
Les membranes sont  généralement des peaux d'origine animale, mais elles peuvent aussi être synthétiques (nylon), et elles sont parfois recouvertes d'une « nappe » en toile cirée ou en skaï.
Le système de tension actuel est constitué de tirants dont une extrémité est bloquée dans le cerclage du fond de l'instrument, tandis que l'autre extrémité est filetée et est maintenue sur le cerclage du haut par des écrous. Tout l'accastillage est réalisé en fer ou en acier, à l'exception des écrous, généralement faits de laiton.

## Jeu
Le surdo est intégré aux batteries de percussions de samba (« bateria ») ; il a pour rôle principal de marquer le second temps et, dans une moindre mesure, le premier temps. Il se joue avec une mailloche et la main, et dans certains cas, avec deux mailloches.
On le retrouve également dans des formations de frevo et d'autres musiques traditionnelles du Nordeste brésilien, où il prend le rôle de la grosse caisse des fanfares européennes.

### Samba carioca
Dans le samba tel qu'il est joué par les écoles de samba de Rio de Janeiro ou de São Paulo, le surdo se décline traditionnellement en trois rôles :
- le marcação (littéralement, la « marcation »), ou surdo de première : c'est le premier qui répond à un appel de démarrage, il joue le second temps. Dans la plupart des écoles de samba, c'est le surdo le plus grave qui tient ce rôle.
- le contra-surdo, surdo de seconde ou surdo de réponse : il joue le temps complémentaire du surdo de première (premier temps). Il constitue le deuxième type de surdo de marcation, et c'est normalement un surdo accordé en medium qui joue cette partie.
- le cortador (littéralement, le « coupeur », la « coupe ») ou surdo de troisième : il vient effectuer des variations entre les temps marqués par la marcation et le contre. Ces variations constituent un des éléments de la « signature rythmique » d'une école de samba. Ce rôle est normalement joué par le plus aigu des surdos.

Les trois surdos du samba carioca sont joués avec une mailloche et une main, qui s'appuie sur la peau pour alanguir les sons en coupant les harmoniques. L'extrémité ("l'olive") de ces mailloches est épaisse et garnies de mousse ou de tissus afin d'atténuer la frappe de l’instrumentiste.
Certaines grandes écoles dérogent à ces traditions, comme notamment :
- GRES Mocidade : les notes des surdos de marcation sont inversées ; les surdos graves et mediums jouent respectivement le premier et le second temps, à l'inverse des autres écoles.
- GRES Mangueira : il n'y a pas de surdo de seconde, les variations des surdos de troisième sont entièrement basées sur les temps et les contretemps et les mailloches utilisées pour ces surdos de coupe sont entièrement faites de bois, sans garniture sur leur olive.

Dans le contexte du samba carioca, les surdos sont presque exclusivement équipés de peaux animales, souvent protégées de la pluie par une fine nappe de plastique transparent.

### Samba reggae
Dans le cas du samba reggae de Salvador de Bahia, on distingue les principaux rôles suivants :
- surdos de fundo (littéralement : « les surdos du fond ») dit aussi « marcação » : ils assurent la pulsation du premier et du second temps ; le premier temps étant marqué par le surdo le plus grave, le second par le surdo un peu moins grave.
- surdos de variations  dit aussi « dobra » : ils réalisent des variations rythmiques, habituellement au nombre de deux. La première variation est en général basée sur les contretemps entre le second et le premier temps, la deuxième variation est plus libre et varie grandement en fonction des groupes. Ces variations sont jouées respectivement par les surdos medium-aigus et par les aigus.

Les surdos du fond sont joués avec une ou deux mailloches ; lorsqu'ils sont joués avec une seule mailloche, la main libre n'intervient quasiment pas sur la peau. Les surdos de variation sont jouées avec deux mailloches assez dures, ce qui produit un son plutôt sec.
Les peaux des surdos du samba-reggae sont généralement des peaux synthétiques, parfois doublées de toile cirée pour modifier le rendu des harmoniques.